# 칭다오 하이리펑
칭다오 하이리펑은 중국의 과거 축구단으로 1995년부터 2009년까지 14년동안 중국 갑급리그와 중국 을급리그에서 활동했으나 중국 슈퍼리그 무대는 한번도 밟지 못했다.